# Uzee Usman
Uzee Usman Adeyemi es un actor y productor de cine nigeriano. Su trabajo ha sido reconocido con distintos premios y reconocimientos, incluido el Premio Nacional de Herencia en la categoría Joven Emprendedor del Año 2016.

## Biografía
Usman es oriundo del estado de Kwara, nació y creció en Kaduna, estado de Kaduna. Se tituló en Ciencias Políticas e Idioma Inglés de la Universidad de Abuya y la Universidad de Jos, respectivamente, antes de estudiar Efectos Especiales en Sudáfrica.

## Carrera
Comenzó su carrera en 2003 como maquillador. En 2013, se profundizó en la realización de películas y ha producido películas ganadoras de premios, en kannywood y nollywood, incluyendo Oga Abuja, ganadora en la categoría Mejor Película Hausa del año en Premios City People Entertainment 2013; y Maja, ganadora como Mejor Película del Año (Kannywood) en los City People Entertainment 2014 y nominada en la categoría de Mejor Película en los Nigeria Entertainment Awards de 2014.

## Premios
| Año  | Premios                                  | Categoría                         | Nominado   | Resultado |
| ---- | ---------------------------------------- | --------------------------------- | ---------- | --------- |
| 2008 | Premios de la Academia de Cine de África | Mejor maquillaje                  | London Boy | Ganador   |
| 2013 | Premios City People Entertainment        | Mejor película del año: Kannywood | Oga Abuja  | Ganador   |
| 2014 | Premios Africa Magic Viewers Choice      | Mejor película del año            | Oga Abuja  | Ganador   |
| 2014 | Premios City People Entertainment        | Mejor película del año: Kannywood | Maja       | Ganador   |
| 2016 | Premios de Hollywood africano            | Mejor productor de cine           | Oga Abuja  | Ganador   |